# Énergie (physique)
Pour les articles homonymes, voir énergie pour une description générale transversale et énergie (homonymie)  pour une liste exhaustive des notions rattachés à ce terme.
En physique, l'énergie est un terme qui rassemble plusieurs grandeurs fondamentales, ce qui peut rendre le terme parfois ambigu.
L'énergie mesure l'état d'un système et dépend de nombreux paramètres. À l'échelle macroscopique, l'énergie mécanique dépend de la masse, de la vitesse, de la position, des interactions entre les masses, etc. du système. À l'échelle microscopique, l'énergie interne dépend de la température, de la pression, de la composition chimique, des interactions entre atomes ou molécules, etc. L'énergie totale est la somme des deux précédentes.
L'énergie désigne aussi la capacité d'un système à modifier l'état d'un autre système lorsqu'elle est transférée sous forme de chaleur ou de travail : on dit qu'elle est cédée, reçue ou échangée selon le point de vue.
L'énergie est une grandeur centrale en physique car elle peut être convertie d'une forme à une autre ; elle ne peut être ni perdue ni créée à partir de rien, selon le principe de conservation de l'énergie. Elle reste constante pour un système isolé puisqu'aucune énergie n'est échangée avec l'extérieur.
Dans le Système international d'unités (SI), l'énergie s'exprime en joules et est de dimension M·L 2·T −2.

## Définitions
Il existe plusieurs définitions de l'énergie qui peuvent être considérées comme équivalentes.
1. L'énergie est aujourd'hui définie comme une grandeur qui dépend de divers paramètres caractéristiques de l'état d'un système[3],[4].
2. Elle peut aussi être définie comme la capacité d'un système à modifier l'état d'un autre système lorsqu'elle est transférée sous forme de chaleur ou de travail mécanique[5],[6], définition proche de celle énoncée par James Clerk Maxwell[7]. De façon encore plus générale, l'énergie est la propriété d'un système, d'une particule ou d'un rayonnement qui peut produire des changements, des modifications, sur un autre système[8].
3. Enfin, certains auteurs la définissent comme une grandeur physique qui reste constante dans le temps pour un système isolé[9],[10], quelles que soient les transformations qui s'y produisent ; cependant, d'autres considèrent qu'il s'agit d'une propriété fondamentale, plutôt qu'une définition, de l'énergie[3],[4], érigée en principe : le principe de conservation de l'énergie.

## Unités
De nombreuses unités sont utilisées aujourd'hui, en fonction des ordres de grandeur d'énergie à décrire.
- Le joule (J) est l'unité de l'énergie dans le Système international d'unités[11].

- Le kilowatt-heure (1 kWh = 3,6 × 106 J = 3,6 MJ) est plus adapté et plus utilisé dans la vie courante, notamment pour communiquer des consommations d'énergie.
- L'électron-volt (1 eV = 1,602 × 10−19 J) est utilisé en physique des particules, en physique des semi-conducteurs, ou d'autres domaines qui s'intéressent à l'infiniment petit.
- Le rydberg (1 Ry = 2,179 872 361 103 5(42) × 10−18 J) de symbole Ry, est une unité d'énergie, définie comme l'énergie d'un photon dont le nombre d'onde est égal à la constante de Rydberg de l'hydrogène
- Le hartree (1 Ha = 4,359 744 34(19) × 10−18 J) est l'énergie potentielle électrique de l'atome d'hydrogène au repos.
- La tonne d'équivalent pétrole (1 tep = 41,868 × 109 J = 41,868 GJ) est utilisée dans l'industrie et l'économie pour désigner des consommations à grande échelle.
- La tonne de TNT (1 t de TNT = 4,184 × 109 J = 4,184 GJ) est utilisée pour comparer l'énergie d'une explosion à celle d'une tonne trinitrotoluène.
- La calorie (1 cal = 4,185 5 J[12]) est l'ancienne unité de l'énergie : c'est l'énergie nécessaire pour augmenter d'un degré Celsius une masse d'un gramme d'eau. La grande calorie ou kilocalorie (1 Cal = 1 kcal = 4,185 5 kJ) est encore utilisée sur les emballages de produits alimentaires.
- Le kilogramme est utilisé en physique relativiste en vertu de la formule E = mc2.
- Le British thermal unit (1 BTU ≈ 1 056 J) est une unité d'énergie utilisée dans certains pays anglophones.
- Le therm (1 therm = 100 000 BTU)

D'autres sont aujourd'hui obsolètes ou désuètes.
- Le kilogrammètre (1 kgm = 9,806 65 J)
- Le cheval-heure (1 ch h = 2,68 × 106 J)
- L'erg (1 erg = 1 × 10−7 J)
- La thermie (1 th = 1 000 000 cal)

## Ordres de grandeur
1 kWh = 3,6 × 106 J, c'est environ :
- l'énergie cinétique d'un camion de 10 tonnes lancées à 100 km/h ;
- l'énergie potentielle de 10 tonnes d'eau montées à 36 m de hauteur ;
- l'enthalpie de combustion de 10 cl d'essence ;
- la chaleur nécessaire pour porter 10 l d'eau à ébullition ;
- la chaleur nécessaire pour faire fondre 10 kg de glace ;
- la chaleur nécessaire pour faire évaporer 1,5 l d'eau ;
- l'énergie apportée par un repas ;
- l'énergie libérée lors de la fission de 50 μg d'uranium 235.

## Formes d'énergie
L'énergie rassemble plusieurs grandeurs fondamentales que l'on distingue par différentes formes d'énergie. Toutefois, l'énergie sert à mesurer l'intensité d'un phénomène, cette classification n'est qu'une manière de faire correspondre l'énergie au phénomène qu'elle mesure. Il est possible de distinguer :
- les énergies propres au système physique étudié, à ses sous-parties ou aux particules qui le composent selon que l'on fasse l'étude à l'échelle macroscopique, mésoscopique ou microscopique ;
- les énergies échangées entre deux systèmes ou entre des sous-parties d'un système ;
- les énergies libérées ou accumulées lors de changements d'états, de réactions chimiques ou de réactions nucléaires.

### Les énergies propres au système étudié
- L'énergie cinétique est associée au mouvement d'un corps, d'une particule ou d'un ensemble de particules.
  - L'énergie cinétique macroscopique d'un corps est liée à sa masse et à sa vitesse à l'échelle macroscopique, {\displaystyle E_{c}={\frac {1}{2}}mv^{2}}.
  - L'énergie cinétique d'agitation thermique d'un système qui est due à une agitation microscopique désordonnée de ses molécules et de ses atomes : elle est la somme des énergies cinétiques des molécules et atomes[21]. Elle est parfois simplement appelée énergie thermique[22].

- L'énergie potentielle d'un système est l'énergie liée à une interaction, entre le système est son environnement ou entre des sous-parties du système. L'énergie potentielle est associée à une force dite conservative, dont l'expression se déduit par dérivation d'un potentiel. Un système instable se transforme en un système plus stable en perdant de l'énergie potentielle qui est transformée, le plus souvent en énergie cinétique.
  - L'énergie potentielle gravitationnelle est l'énergie que possède un corps du fait de sa position dans un champ gravitationnel.
  - L'énergie potentielle de pesanteur est un cas particulier de l'énergie potentielle gravitationnelle dans le champ gravitationnel terrestre, {\displaystyle E_{p}=mgh+\mathrm {cte} }.
  - L'énergie potentielle élastique est l'énergie potentielle emmagasinée dans un corps à caractère élastique lorsque ce dernier est compressé ou étiré par rapport à sa position naturelle.
  - L'énergie potentielle électrostatique est l'énergie potentielle d'une charge électrique plongée dans un champ électrique.
  - Les énergies potentielles d’interactions microscopiques que l’on peut assimiler, entre autres, aux énergies de liaison chimique, aux énergies liées à l'attraction ou la répulsion des molécules, et aux énergies d’interactions entre les nucléons[21].

- L'énergie mécanique rassemble l'énergie cinétique macroscopique et l'énergie potentielle macroscopique[23].
- L'énergie interne {\displaystyle U} rassemble l'énergie thermique (énergie cinétique d'agitation microscopique) et les énergies potentielles d’interactions microscopiques[21]. Du fait de la complexité des énergies à prendre en compte, on ne peut pas la calculer ou la mesurer ; on ne peut calculer que ses variations. Il s'agit d'une fonction d'état : sa variation au cours d'une transformation, entre un état initial et un état final, ne dépend pas de la façon dont on procède. D'autre fonctions d'état de même unité sont construites à partir de l'énergie interne : l'énergie libre {\displaystyle F}, l'enthalpie {\displaystyle H} et l'enthalpie libre {\displaystyle G}.
- L'énergie totale est la somme de l'énergie mécanique et de l'énergie interne[24].
- L'énergie de masse {\displaystyle E=mc^{2}} caractérise la relation d'équivalence masse-énergie d'un système au repos. Lors d'une réaction nucléaire, la masse totale de matière peut être amenée à diminuer : la masse perdue est convertie en énergie généralement cinétique[23].

### Les énergies échangées
Deux systèmes peuvent échanger de l'énergie entre eux selon deux processus différents : le travail et la chaleur.
- Le travail est un transfert ordonné d'énergie entre un système et le milieu extérieur.
  - Considérons un ensemble cylindre, piston, lequel est à la base de l’obtention de travail mécanique par action de la chaleur. À l’échelle microscopique les chocs des particules de gaz sur le piston définissent la pression exercée sur celui-ci à l’échelle macroscopique. Chaque choc contribue au déplacement, concerté avec les autres chocs, du piston dans la même direction. Il y a addition des forces induites par chaque choc et c’est pourquoi le transfert d’énergie est considéré comme ordonné.
  - Si l’on considère maintenant le travail électrique. Il est dû au déplacement des électrons dans un conducteur sous l’influence d’un champ électrique. Ici encore l’ensemble des électrons se déplace dans la même direction et les effets s’additionnent au niveau macroscopique.

- La chaleur, également nommée transfert thermique, est un transfert désordonné d’énergie entre le système et le milieu extérieur, un transfert énergie thermique (énergie cinétique d'agitation microscopique). Les transferts thermiques entrainent des transformations irréversibles, c'est-à-dire, pour simplifier, que le phénomène ne peut pas revenir en arrière : l'énergie est transférée spontanément de la zone chaude vers la zone froide. Le second principe de la thermodynamique formalise cette observation. Il existe trois modes de transfert thermique.
  - La conduction thermique est le mode de transfert d'énergie sans déplacement de matière qui correspond à la transmission, ou plus précisément la diffusion, de l'agitation thermique entre molécules et atomes ; elle se produit dans un solide, un liquide ou un gaz. Par exemple, la température d'une barre métallique chauffée à une extrémité a tendance à s'uniformiser par conduction thermique.
  - La convection thermique est le mode de transfert d'énergie provoqué par le mouvement des particules d'un fluide. Il se produit dans un fluide en mouvement. Par exemple, l'air chauffé, moins dense car il se dilate, monte, transportant de l'énergie du bas vers le haut.
  - Le rayonnement électromagnétique est le mode de transfert d'énergie par propagation d'ondes électromagnétiques, autrement dit par déplacement de photons. Il est le seul à permettre le transfert d'énergie dans le vide. Par exemple, la Terre reçoit le rayonnement du Soleil. L'énergie électromagnétique est la densité volumique d'énergie qui transite.

Le travail et la chaleur ne sont pas des fonctions d’état. Leur quantité, mise en jeu au cours d’une transformation, dépend de la façon dont s'effectue cette dernière.

### Les énergies mises en jeu lors de changements d'états et de réactions chimiques
- L'énergie mise en jeu lors d'un changement d'état est caractérisée par l'enthalpie de changement d'état (anciennement chaleur latente de changement d'état). Elle correspond, dans le cas de transformations à pression constante, à la chaleur nécessaire pour provoquer un changement d'état. Elle est positive pour les enthalpies de fusion, de vaporisation et de sublimation, alors qu'elle est négative pour les enthalpies de solidification, de liquéfaction et de condensation.
- L'énergie mise en jeu lors d'une réaction chimique est caractérisée par l'enthalpie de réaction. Elle est négative dans le cas d'une réaction exothermique, puisqu'elle libère de la l'énergie dans l'environnement, alors qu'elle est positive dans le cas d'une réaction endothermique qui nécessite un apport de chaleur pour se produire.
- L'énergie de liaison est l'énergie requise pour briser une mole de molécules en atomes individuels[25].

### Les énergies dans le domaine de la production et de la consommation
Dans ces domaines les noms donnés aux énergies renseignent généralement sur la méthode de conversion employée pour pouvoir les utiliser : énergies fossiles (gaz naturel, charbon, pétrole), l’énergie nucléaire et les énergies renouvelables : énergie hydroélectrique, énergie éolienne, énergie solaire, biomasse, énergie géothermique. Ils n'ont pas un sens physique rigoureux, tout comme les expressions « consommation d'énergie » ou « production d'énergie ».

## Étymologie et histoire
Le mot français « énergie » vient du latin vulgaire energia, lui-même issu du grec ancien ἐνέργεια / enérgeia. Ce terme grec originel signifie « force en action », par opposition à δύναμις / dýnamis signifiant « force en puissance ». Aristote a utilisé ce terme « au sens strict d'opération parfaite », pour désigner la réalité effective en opposition à la réalité possible.
Le concept d'énergie est fondamental pour l'étude des phénomènes de transformation (comme la thermodynamique, la chimie, la métallurgie, etc.) qui fondent de la révolution industrielle. Le concept physique d'énergie s'est donc logiquement affirmé au XIXe siècle.

### L'évolution du vocabulaire
En 1669, Christian Huygens énonça sept résultats au sujet du choc entre « corps durs » parmi lesquels celui qui indique la conservation de la quantité {\displaystyle m\,v^{2}}. Il ouvrit la voie vers l'expression de l'énergie cinétique mais est loin de prévoir un concept tel que celui de l'énergie.
En 1698, Gottfried Wilhelm Leibniz aussi employa ce mot, en grec dans un texte en latin, sans le rapprocher véritablement de l'énergie selon les définitions actuelles. Toutefois, il dissocia dès 1678 la force de la quantité de mouvement ; il nomma « force vive » le produit {\displaystyle m\,v^{2}} associé à l'impetus (mouvement, élan) et y opposa une « force morte » qu'il associe au conatus (effort) et qui serait le produit {\displaystyle m\,\mathrm {d} v} ou la force {\displaystyle F=m\,{\mathrm {d} v}/{\mathrm {d} t}} selon les interprétations.
En 1717, le terme énergie fut employé pour la première fois en français par Jean Bernoulli dans une lettre à Pierre Varignon, datée du 26 janvier, pour désigner ce que nous appelons aujourd’hui le travail mécanique : « L'énergie est le produit de la force appliquée à un corps par le déplacement subi par ce corps sous l'effet de cette force. »,,.
En 1788, Joseph-Louis Lagrange rassembla plusieurs termes compris encore comme synonymes à son époque parmi lesquels l'énergie. « Galilée entend par moment d'un poids ou d'une puissance appliquée à une machine, l'effort, l'action, l'énergie, l'impetus de cette puissance pour mouvoir la machine, de maniere qu'il y ait équilibre entre deux puissances, lorsque leurs moments pour mouvoir la machine en sens contraires sont égaux [...] ».
En 1807, Thomas Young introduisit le mot en anglais energy, pour désigner la quantité {\displaystyle m\,v^{2}} : « Le terme energy peut être appliqué au produit de la masse d'un corps par le carré de sa vélocité ... Ce produit a été appelé la force vive ... Leibniz, Smeaton et beaucoup d'autres estimaient la force d'un corps en mouvement par le produit de sa masse par le carré de sa vitesse. »
En 1821, le terme travail dans son acception scientifique moderne fut utilisé par Charles-Augustin Coulomb, mais ne le distingue pas du mot action.
En 1829, le même terme de travail fut utilisé de façon plus claire par Gaspard-Gustave Coriolis. Dans le même temps, il nomma force vive {\displaystyle 1/2\,m\,v^{2}},, l'actuelle énergie cinétique.
En 1850 William Thomson (qui deviendra Lord Kelvin) proposa de remplacer force par energy ; en 1853, William Rankine introduisit le terme potential energy,, terme actuel, et actual energy, remplacé par William Thomson par kinetic energy en 1862. Il faudra encore attendre 1875 pour voir énergie apparaître dans la littérature scientifique française, dans son acception actuelle.

### La conservation de l'énergie
En 1788, Joseph-Louis Lagrange, dans son traité méchanique analitique, montra dans certaines conditions l'invariance de la somme de deux quantités, que l'on appellera plus tard « énergie cinétique » et « énergie potentielle » : il note « T + V = const. », qu'il identifia comme « le principe de conservation des forces vives ». Il introduisit plus loin les grandeurs « Z = T - V », qui est devenu le lagrangien, et « H = T + V » qui est devenu le hamiltonien (le H a été initialement choisi en hommage à Christian Huygens). En effet, William Rowan Hamilton développa les travaux de Lagrange et a laissé son nom à la somme des énergies cinétiques et potentielles.
En 1842, Julius Robert von Mayer, médecin et naturaliste à Heilbronn, fut le premier à formuler correctement le principe de « conservation » d'énergie dans un système fermé, sans en référer aux sommités de la physique de l'époque : « les plantes absorbent une forme de puissance, la lumière, et en produisent une autre, la différence chimique ». Les querelles qui s'ensuivent sur l'antériorité de la découverte du principe affectent Mayer, qui sombre dans la dépression, et fait une tentative de suicide. Il s'en remet, et les honneurs finissent par arriver longtemps après. Il est fait docteur honoris causa de l'université de Tübingen.

### La chaleur
Benjamin Thompson mesura entre 1798 et 1804 la quantité de chaleur produite lors du forage de canons et comprit qu’elle doit être proportionnelle au travail fourni.
En 1831, Sadi Carnot admit que la chaleur n’est rien de plus que de la puissance motrice (nous dirions aujourd’hui de l’énergie), proposant avec dix ans d’avance sur Julius Robert von Mayer une valeur numérique de l’équivalent mécanique de la chaleur à 2 % près et obtenue semble-t-il avec plus de rigueur scientifique.
James Prescott Joule écrit dans son article de 1843 : « la puissance mécanique employée pour faire tourner une machine électro-magnétique est convertie en chaleur qui provient du passage des courants d'induction à travers ses bobines ; et, d'un autre côté, la puissance motrice du moteur est obtenue aux dépens de la chaleur de la réaction chimique de la batterie grâce à laquelle il fonctionne ». Joule adopte ici le terme de living force ou vis viva (force vive), parce qu'il entend le mot force au sens de Leibniz ({\displaystyle m\,v^{2}}), qu'il cite en exergue de son papier de 1849.
Julius Robert von MayerI formula en 1845, après James Prescott Joule en 1842, et Nicolas Léonard Sadi Carnot en 1831, le premier principe de la thermodynamique. Cette idée constitue le « premier principe de la thermodynamique » et annonce un principe plus général : celui de la conservation de l'énergie, formulé par Hermann von Helmholtz en 1847
La question de l'existence d'une « force vitale » (Lebenskraft), qui alimentait alors abondamment les débats entre physiologistes et chimistes, inspira Hermann von Helmholtz dans son premier essai publié en 1847 : « Sur la conservation de la Force » (Über die Erhaltung der Kraft, 1847), où il généralise à toute la physique la loi de conservation de l'énergie, déjà formulée par Robert-Mayer et Joule, tout en lui donnant une forme mathématique plus aboutie : il définit ainsi l'énergie potentielle.
Dans un ouvrage publié en 1887, intitulé Das Prinzip der Erhaltung der Energie (Le Principe de conservation de l’énergie), Max Planck écrit : « Je ne traiterai du concept d’énergie que dans la mesure où il peut être rattaché au principe qui donne son titre à cet essai, supposant donc que le concept d’énergie en physique tient avant tout sa signification du principe de conservation qui le concerne. »

### Lien web
- « Une petite philosophie du kWh », sur France Culture, 1er décembre 2022 (consulté le 29 janvier 2023)
- « Comment sortir de la « servitude énergétique ? » », sur France Culture, 8 décembre 2023 (consulté le 14 février 2024)
- Roger Balian, « I - L'élaboration du concept d'énergie », sur culturesciencesphysique.ens-lyon.fr, 12 janvier 2009
- Roger Balian, « II - Conséquences énergétiques des principes fondamentaux », sur culturesciencesphysique.ens-lyon.fr, 19 janvier 2009
- Henri Poincaré, La théorie de Lorentz et le principe de réaction, sur Wikisource.
- Michel Soutif, « Une brève histoire de l'énergie », sur Encyclopédie de l'énergie, 22 juillet 2015 (consulté le 14 février 2024)
- Bénédicte Abraham, « Les concepts de « force » et d’« énergie » en Allemagne à la lumière des définitions des dictionnaires entre la seconde moitié du XVIIIe siècle et le début du XIXe siècle », HAL,‎ 2010 (lire en ligne [PDF])
- Arnaud Mayrargue, « Émergence du concept d’énergie », HAL,‎ 2010 (lire en ligne [PDF])